# Certificazione delle vendite di dischi musicali
La certificazione delle vendite di dischi musicali è un sistema attraverso cui si può stabilire se un disco sia stato venduto e in quante copie.
Non esiste un sistema univoco, potendo essere adottati diversi criteri di conteggio così come diverse soglie di riferimento per l'eventuale assegnazione di riconoscimenti (per esempio i dischi d'oro).

## Sistema di certificazione

### Criteri adottati
I criteri adottati per la determinazione delle vendite differiscono tra i diversi Paesi. In alcuni, il sistema si riferisce a quante copie siano state distribuite; tale criterio viene spesso nominato sell in ("venduto all'interno") della catena di distribuzione musicale, e riguarda le copie vendute ai negozi (e quindi non necessariamente all'utente finale). In altri Paesi è invece adottato il criterio nominato sell out ("venduto all'esterno") della catena di distribuzione, cioè vengono contate le copie effettivamente acquistate da un utente finale. Dagli anni 2000 il sistema di certificazione è stato esteso anche alle vendite on line, includendo quindi i brani acquistati digitalmente su Internet, e successivamente anche i brani ascoltati in streaming sulle apposite piattaforme digitali.
Le quantità numeriche da raggiungere per ottenere le certificazioni sono rapportate alle vendite (fisiche e in rete) classificate normalmente per tipo di supporto. Questi valori sono diminuiti nel tempo a causa della contrazione subita dal mercato discografico.

### Premi e soglie di riferimento
A partire dal metodo utilizzato dall'ente statunitense dedito a questo impiego, la RIAA, molti paesi hanno adottato riconoscimenti o premi al raggiungimento di alcune soglie di vendita: più comuni sono il disco d'oro e il disco di platino, mentre sono meno comuni il disco d'argento e il disco di diamante.
La quantità minima di copie vendute per aggiudicarsi un dato premio (disco d'oro, disco di platino, ecc.) non è stata costante nel tempo; per esempio, il primo disco d'oro fu assegnato per un milione di copie (nel 1942). Inoltre, tale quantità minima di copie varia di paese in paese, a seconda della popolazione, del territorio e di altri parametri.

## Album
| Paese                               | Paese                        | Soglie di vendita | Soglie di vendita | Soglie di vendita | Soglie di vendita | Soglie precedenti | Ente |
| Paese                               | Paese                        | Argento           | Oro               | Platino           | Diamante          | Soglie precedenti | Ente |
| ----------------------------------- | ---------------------------- | ----------------- | ----------------- | ----------------- | ----------------- | --- | --- |
| Argentina                           | Argentina                    | —                 | 10.000            | 20.000            | 135.000           | Oro: 30.000, Platino: 60.000, Diamante: 500.000 (1980-2000); Oro: 20.000, Platino: 40.000, Diamante: 250.000 (fino al 2016) | Cámara Argentina de Productores de Fonogramas y Videogramas                                                                                          |
| Australia                           | Australia                    | —                 | 35.000            | 70.000            | 500.000           | Oro: 20.000, Platino: 50.000 (fino al 1983) | Australian Recording Industry Association |
| Austria                             | Austria                      | —                 | 7.500             | 15.000            | —                 | Oro: 10.000, Platino: 20.000 (fino al 2012) | IFPI Austria |
| Belgio                              | Belgio                       | —                 | 10.000            | 20.000            | —                 | Oro: 15 000 (25 000), Platino: 30 000 (50 000) (fino al 2006); Oro: 10 000 (15 000), Platino: 20 000 (30 000) (2007-2018) | Belgian Entertainment Association |
| Brasile                             | Album nazionali              | —                 | 40.000            | 80.000            | 300.000           | Oro: 100 000, Platino: 250 000, Diamante: 1 000 000 (fino al 2000); Oro: 100 000 (50 000), Platino: 250 000 (100 000), Diamante: 1 000 000 (500 000) (fino al 2003); Oro: 50 000, Platino: 125 000, Diamante: 500 000 (2004-2005); Oro: 50 000 (30 000), Platino: 100 000 (60 000), Diamante: 500 000 (250 000) (2006-2009) | Pro-Música Brasil |
| Brasile                             | Album internazionali         | —                 | 20.000            | 40.000            | 160.000           | Oro: 100 000, Platino: 250 000, Diamante: 1 000 000 (fino al 2000); Oro: 100 000 (50 000), Platino: 250 000 (100 000), Diamante: 1 000 000 (500 000) (fino al 2003); Oro: 50 000, Platino: 125 000, Diamante: 500 000 (2004-2005); Oro: 50 000 (30 000), Platino: 100 000 (60 000), Diamante: 500 000 (250 000) (2006-2009) | Pro-Música Brasil |
| Bulgaria                            | Bulgaria                     | —                 | 1.000             | 2.000             | —                 | | Bulgarian Association of Music Producers |
| Canada                              | Canada                       | —                 | 40.000            | 80.000            | 800.000           | Oro: 50 000, Platino: 100 000, Diamante: 1 000 000 (fino al 30 aprile 2008) | Music Canada |
| Cile                                | Cile                         | —                 | 5.000             | 10.000            | 100.000           | | International Federation of the Phonographic Industry – Chile                                                                                        |
| Colombia                            | Album nazionali              | —                 | 10.000            | 20.000            | 200.000           | | Asociación Colombiana de Productores de Fonogramas (fino a ottobre 2008); Asociación Colombiana de Intérpretes y Productores Fonográficos (dal 2022) |
| Colombia                            | Album internazionali         | —                 | 5.000             | 10.000            | 100.000           | | Asociación Colombiana de Productores de Fonogramas (fino a ottobre 2008); Asociación Colombiana de Intérpretes y Productores Fonográficos (dal 2022) |
| Corea del Sud                       | Corea del Sud                | —                 | —                 | 250.000           | 1.000.000         | | Korea Music Content Association |
| Croazia                             | Croazia                      | 3.750             | 7.500             | 15.000            | 30.000            | | Croatian Phonographic Association |
| Danimarca                           | Danimarca                    | —                 | 10.000            | 20.000            | —                 | Oro: 25 000, Platino: 50 000 (tra metà anni 1990 e inizio anni 2000); Oro: 15 000, Platino: 30 000 (da inizio anni 2000 al 2012) | IFPI Danmark |
| Ecuador                             | Ecuador                      | —                 | 6.000             | 6.000             | —                 | | International Federation of the Phonographic Industry – Ecuador                                                                                      |
| Filippine                           | Filippine                    | —                 | 7.500             | 15.000            | 150.000           | Oro: 20 000, Platino: 40 000, Diamante: 400 000 (1990-giugno 2004); Oro: 15 000, Platino: 30 000, Diamante: 300 000 (luglio 2004-settembre 2007); Oro: 15 000 (10 000), Platino: 30 000 (20 000), Diamante: 300 000 (200 000) (ottobre 2007-settembre 2008); Oro: 12 500 (7 500); Platino: 25 000 (15 000); Diamante: 250 000 (150 000) (ottobre 2008-marzo 2009); Oro: 10 000 (7 500), Platino: 20 000 (15 000), Diamante: 200 000 (150 000) (aprile 2009-febbraio 2012) | Philippine Association of the Record Industry |
| Finlandia                           | Finlandia                    | —                 | 10.000            | 20.000            | —                 | Oro: 25 000, Platino: 50 000 (1971-1993); Oro: 20 000, Platino: 40 000 (1994-2000); Oro: 15 000, Platino: 30 000 (2001-2009) | IFPI Finland |
| Francia                             | Francia                      | —                 | 50.000            | 100.000           | 500.000           | Argento: 50 000, Oro: 100 000, Platino: 400 000, Diamante: 1 000 000 (fino al 30 ottobre 1988); Argento: 50 000, Oro: 100 000, Platino: 300 000, Diamante: 1 000 000 (31 ottobre 1988-30 giugno 2006); Argento: 35 000, Oro: 75 000, Platino: 200 000, Diamante: 750 000 (1º luglio 2006-30 giugno 2009) | Syndicat national de l'édition phonographique |
| Germania                            | Germania                     | —                 | 100.000           | 200.000           | 750.000           | Oro: 250 000, Platino: 500 000 (fino al 24 settembre 1999); Oro: 150 000, Platino: 300 000 (25 settembre 1999-2002); Oro: 100 000, Platino: 200 000 (2003-31 maggio 2014) | Bundesverband Musikindustrie |
| Giappone                            | Giappone                     | —                 | 100.000           | 250.000           | 1.000.000         | Oro: 200 000 (100 000), Platino: 400 000 (200 000), Diamante: 1 000 000 (1 000 000) (fino a giugno 2003) | Recording Industry Association of Japan |
| Grecia                              | Album nazionali              | —                 | 6.000             | 12.000            | —                 | Oro: 50 000, Platino: 100 000 (fino al 1990); Oro: 30 000; Platino: 60 000 (1991-31 agosto 1997); Oro: 25 000 (15 000), Platino: 50 000 (30 000) (1º settembre 1997-31 agosto 2002); Oro: 20 000 (10 000), Platino: 40 000 (20 000) (1º settembre 2002-31 agosto 2006); Oro: 15 000 (7 500), Platino: 30 000 (15 000) (1º settembre 2006-31 maggio 2007); Oro: 15 000 (5 000), Platino: 30 000 (10 000) (1º giugno 2007-30 giugno 2008); Oro: 6 000 (3 000), Platino: 12 000 (6 000) (1º luglio 2008-2019) | IFPI Greece |
| Grecia                              | Album internazionali         | —                 | 3.000             | 6.000             | —                 | Oro: 50 000, Platino: 100 000 (fino al 1990); Oro: 30 000; Platino: 60 000 (1991-31 agosto 1997); Oro: 25 000 (15 000), Platino: 50 000 (30 000) (1º settembre 1997-31 agosto 2002); Oro: 20 000 (10 000), Platino: 40 000 (20 000) (1º settembre 2002-31 agosto 2006); Oro: 15 000 (7 500), Platino: 30 000 (15 000) (1º settembre 2006-31 maggio 2007); Oro: 15 000 (5 000), Platino: 30 000 (10 000) (1º giugno 2007-30 giugno 2008); Oro: 6 000 (3 000), Platino: 12 000 (6 000) (1º luglio 2008-2019) | IFPI Greece |
| Hong Kong                           | Album nazionali              | —                 | 15.000            | 30.000            | —                 | | International Federation of the Phonographic Industry – Hong Kong                                                                                    |
| Hong Kong                           | Album internazionali         | —                 | 7.500             | 15.000            | —                 | | International Federation of the Phonographic Industry – Hong Kong                                                                                    |
| India                               | Album nazionali              | —                 | 75.000            | 150.000           | —                 | | Indian Music Industry |
| India                               | Album internazionali         | —                 | 12.000            | 30.000            | —                 | | Indian Music Industry |
| Indonesia                           | Album nazionali              | —                 | 15.000            | 30.000            | —                 | | Recording Industry Association of Indonesia |
| Indonesia                           | Album internazionali         | —                 | 5.000             | 10.000            | —                 | | Recording Industry Association of Indonesia |
| Irlanda                             | Irlanda                      | —                 | 7.500             | 15.000            | —                 | | Irish Recorded Music Association |
| Islanda                             | Islanda                      | —                 | 5.000             | 10.000            | —                 | | International Federation of the Phonographic Industry – Iceland                                                                                      |
| Israele                             | Album nazionali              | —                 | 15.000            | 30.000            | —                 | | Israeli Federation of the Phonographic Industry |
| Israele                             | Album internazionali         | —                 | 10.000            | 20.000            | —                 | | Israeli Federation of the Phonographic Industry |
| Italia                              | Italia                       | —                 | 25 000            | 50 000            | 500.000           | Argento: 500 000, Oro: 1 000 000, Platino: 10 000 000 (fino al 1974); Oro: 300 000 (1975-autunno 1982); Oro: 250 000, Platino: 500 000 (autunno 1982 - luglio 1985); Oro: 100 000, Platino: 200 000 (29 luglio 1985 - estate 1989); Oro: 100 000, Platino: 250 000 (fine estate 1989 - 30 settembre 1994); Oro: 50 000, Platino: 100 000 (1º ottobre 1994 - febbraio 1995); Oro: 50 000, Platino: 100 000, Diamante: 500 000 (marzo 1995-dicembre 2004); Argento: 20 000, Oro: 40 000 per gli album e 15 000 per i DVD, Platino: 80 000 per gli album e 30 000 per i DVD, Diamante: 400 000 (2005-2007); Oro: 35 000, Platino: 70 000, Diamante: 350 000 (2008); Oro: 30 000, Platino: 60 000, Multiplatino: 120 000, Diamante: 300 000 (2009-2011); Oro: 30 000, Platino: 60 000, Diamante: 600 000 (2012-2013) | Associazione fonografici italiani (fino a febbraio 1995), Federazione Industria Musicale Italiana (da marzo 1995)                                    |
| Lettonia                            | Lettonia                     | —                 | 5.000             | 9.000             | —                 | | Latvian Music Producers Association |
| Libano                              | Album nazionali              | —                 | 20.000            | 40.000            | —                 | | International Federation of the Phonographic Industry – Lebanon                                                                                      |
| Libano                              | Album internazionali         | —                 | 1.000             | 2.000             | —                 | | International Federation of the Phonographic Industry – Lebanon                                                                                      |
| Malaysia                            | Malaysia                     | —                 | 5.000             | 10.000            | —                 | | Recording Industry Association of Malaysia |
| Messico                             | Messico                      | —                 | 70.000            | 140.000           | 700.000           | Oro: 100 000, Platino: 250 000, Diamante: 1 000 000 (fino al 1998); Oro: 75 000, Platino: 150 000, Diamante: 1 000 000 (1999); Oro: 75 000, Platino: 150 000, Diamante: 500 000 (2000-30 giugno 2003); Oro: 50 000, Platino: 100 000, Diamante: 500 000 (1º luglio 2003-2007); Oro: 40 000, Platino: 80 000, Diamante: 400 000 (2008-30 giugno 2009); Oro: 30.000, Platino: 60.000, Diamante: 300.000 (luglio 2009-ottobre 2020) | Asociación Mexicana de Productores de Fonogramas y Videogramas                                                                                       |
| Norvegia                            | Norvegia                     | —                 | 10.000            | 20.000            | —                 | Oro: 25 000, Platino: 50 000 (fino a inizio anni 2000); Oro: 15 000, Platino: 30 000 (inizio anni 2000-2017) | IFPI Norge |
| Nuova Zelanda                       | Nuova Zelanda                | —                 | 7.500             | 15.000            | —                 | | Recorded Music NZ |
| Paesi Bassi                         | Paesi Bassi                  | —                 | 20.000            | 40.000            | —                 | Oro: 50 000, Platino: 100 000 (1978-1999); Oro: 40 000, Platino: 80 000 (2000-2005); Oro: 35 000, Platino: 70 000 (2006-2007); Oro: 30 000, Platino: 60 000 (2008-31 maggio 2009); Oro: 25 000, Platino: 50 000 (1º giugno 2009-30 giugno 2014) | Nederlandse Vereniging van Producenten en Importeurs van beeld- en geluidsdragers                                                                    |
| Paraguay                            | Paraguay                     | —                 | 5.000             | 10.000            | —                 | | Sociedad de Gestión de Productores Fonográficos del Paraguay                                                                                         |
| Perù                                | Perù                         | —                 | 3.000             | 6.000             | —                 | | Unión Peruana de Productores Fonográficos |
| Polonia                             | Album nazionali              | —                 | 15.000            | 30.000            | 150.000           | Oro: 50 000, Platino: 100 000, Diamante: 500 000 (fino al 30 aprile 2002); Oro: 35 000 (20 000), Platino: 70 000 (40 000), Diamante: 350 000 (200 000) (1º maggio 2002-30 giugno 2005) | Związek Producentów Audio-Video |
| Polonia                             | Album internazionali         | —                 | 10.000            | 20.000            | 100.000           | Oro: 50 000, Platino: 100 000, Diamante: 500 000 (fino al 30 aprile 2002); Oro: 35 000 (20 000), Platino: 70 000 (40 000), Diamante: 350 000 (200 000) (1º maggio 2002-30 giugno 2005) | Związek Producentów Audio-Video |
| Portogallo                          | Portogallo                   | —                 | 7.500             | 15.000            | —                 | Oro: 10 000, Platino: 20 000 (2008-2010) | Associação Fonográfica Portuguesa |
| Regno Unito                         | Regno Unito                  | 60.000            | 100.000           | 300.000           | —                 | | British Phonographic Industry |
| Rep. Ceca                           | Album nazionali              | —                 | 5.000             | 10.000            | —                 | Oro: 7 500 (3 000), Platino: 15 000 (6 000) (2007-2013) | IFPI Czech Republic & Slovakia |
| Rep. Ceca                           | Album internazionali         | —                 | 1.500             | 3.000             | —                 | Oro: 7 500 (3 000), Platino: 15 000 (6 000) (2007-2013) | IFPI Czech Republic & Slovakia |
| Russia                              | Album nazionali              | —                 | 25.000            | 50.000            | —                 | | National Federation of Phonograph Producers (2001-2018), InterMedia (dal 2010)                                                                       |
| Russia                              | Album internazionali         | —                 | 5.000             | 10.000            | —                 | | National Federation of Phonograph Producers (2001-2018), InterMedia (dal 2010)                                                                       |
| Singapore                           | Singapore                    | —                 | 5.000             | 10.000            | —                 | | Recording Industry Association Singapore |
| Slovacchia                          | Album nazionali              | —                 | 2.000             | 4.000             | —                 | Oro: 3 000 (1 000), Platino: 6 000 (2 000) (2007-2013) | IFPI Czech Republic & Slovakia |
| Slovacchia                          | Album internazionali         | —                 | 1.000             | 2.000             | —                 | Oro: 3 000 (1 000), Platino: 6 000 (2 000) (2007-2013) | IFPI Czech Republic & Slovakia |
| Spagna                              | Spagna                       | —                 | 20.000            | 40.000            | —                 | Oro: 50 000, Platino: 100 000 (fino al 31 ottobre 2005); Oro: 40 000, Platino: 80 000 (1º novembre 2005-5 settembre 2009); Oro: 30 000, Platino: 60 000 (6 settembre 2009-31 ottobre 2011) | Productores de Música de España |
| Stati Uniti                         | Stati Uniti                  | —                 | 500.000           | 1.000.000         | 10.000.000        | | Recording Industry Association of America |
| Sudafrica                           | Sudafrica                    | —                 | 15.000            | 30.000            | –                 | Oro: 20 000, Platino: 40 000 (1º agosto 2006-30 novembre 2015) | Recording Industry of South Africa |
| Svezia                              | Svezia                       | —                 | 15.000            | 30.000            | —                 | Oro: 40 000, Platino: 80 000 (fino a metà degli anni 2000); Oro: 20 000, Platino: 40 000 (metà degli anni 2000-2013); Oro: 10 000, Platino: 20 000 (2013-2018) | IFPI Sverige |
| Svizzera                            | Album internazionali         | —                 | 10.000            | 20.000            | –                 | Oro: 25 000, Platino: 50 000 (fino al 2000); Oro: 20 000, Platino: 40 000 (2001-2005); Oro: 15 000 (10.000), Platino: 30 000 (20 000) (2006-2012) | IFPI Schweiz |
| Svizzera                            | Album in francese e italiano | —                 | 7.500             | 15.000            | –                 | Oro: 25 000, Platino: 50 000 (fino al 2000); Oro: 20 000, Platino: 40 000 (2001-2005); Oro: 15 000 (10.000), Platino: 30 000 (20 000) (2006-2012) | IFPI Schweiz |
| Taiwan                              | Album nazionali              | —                 | 15.000            | 30.000            | —                 | | Recording Industry Foundation in Taiwan |
| Taiwan                              | Album internazionali         | —                 | 5.000             | 10.000            | —                 | | Recording Industry Foundation in Taiwan |
| Thailandia                          | Album nazionali              | —                 | 10.000            | 20.000            | –                 | | Thai Entertainment Content Trade Association |
| Thailandia                          | Album internazionali         | —                 | 5.000             | 10.000            | —                 | | Thai Entertainment Content Trade Association |
| Turchia                             | Album nazionali              | —                 | 50.000            | 100.000           | 150.000           | | Turkish Phonographic Industries Society |
| Turchia                             | Album internazionali         | —                 | 3.000             | 5.000             | 10.000            | | Turkish Phonographic Industries Society |
| Ucraina                             | Album nazionali              | —                 | 50.000            | 100.000           | 500.000           | | International Federation of the Phonographic Industry – Ukraine                                                                                      |
| Ucraina                             | Album internazionali         | —                 | 25.000            | 50.000            | 100.000           | | International Federation of the Phonographic Industry – Ukraine                                                                                      |
| Ungheria                            | Ungheria                     | —                 | 2.000             | 4.000             | —                 | Oro: 100 000, Platino: 200 000, Diamante: 400 000 (fino al 6 giugno 1992); Oro: 50 000, Platino: 100 000, Diamante: 200 000 (6 giugno 1992-3 dicembre 1997); Oro: 25 000, Platino: 50 000 (3 dicembre 1997-23 aprile 2002); Oro: 15 000, Platino: 30 000 (23 aprile 2002-23 febbraio 2005); Oro: 10 000, Platino: 20 000 (23 febbraio 2005-13 settembre 2006); Oro: 7 500, Platino: 15 000 (13 settembre 2006-1º ottobre 2009); Oro: 5 000, Platino: 10 000 (1º ottobre 2009-14 dicembre 2012) | Magyar Hangfelvétel-kiadók Szövetsége |
| Uruguay                             | Uruguay                      | —                 | 2.000             | 4.000             | —                 | | Cámara Uruguaya del Disco |
| Venezuela                           | Venezuela                    | —                 | 5.000             | 10.000            | —                 | | Asociación Venezolana de Intérpretes y Productores de Fonogramas                                                                                     |
| Consiglio di cooperazione del Golfo | Album nazionali              | —                 | 10.000            | 20.000            | —                 | | International Federation of the Phonographic Industry                                                                                                |
| Consiglio di cooperazione del Golfo | Album internazionali         | —                 | 3.000             | 6.000             | —                 | | International Federation of the Phonographic Industry                                                                                                |

## Singoli
| Paese         | Paese                  | Soglie di vendita   | Soglie di vendita                     | Soglie di vendita                          | Soglie di vendita                 | Soglie precedenti | Ente |
| Paese         | Paese                  | Argento             | Oro                                   | Platino                                    | Diamante                          | Soglie precedenti | Ente |
| ------------- | ---------------------- | ------------------- | ------------------------------------- | ------------------------------------------ | --------------------------------- | --- | --- |
| Argentina     | Argentina              | —                   | 10 000                                | 20 000                                     | 135 000                           | Oro: 50 000, Platino: 100 000 (1980-2000) | Cámara Argentina de Productores de Fonogramas y Videogramas                                                       |
| Australia     | Australia              | —                   | 35 000                                | 70 000                                     | —                                 | | Australian Recording Industry Association                                                                         |
| Austria       | Austria                | —                   | 15 000                                | 30 000                                     | —                                 | Oro: 5 000, Platino: 10 000 (fino al 2008) | IFPI Austria |
| Belgio        | Singoli nazionali      | —                   | 10 000                                | 20 000                                     | —                                 | Oro: 15 000 (25 000), Platino: 30 000 (50 000) (fino al 2018) | Belgian Entertainment Association                                                                                 |
| Belgio        | Singoli internazionali | —                   | 20 000                                | 40 000                                     | —                                 | Oro: 15 000 (25 000), Platino: 30 000 (50 000) (fino al 2018) | Belgian Entertainment Association                                                                                 |
| Brasile       | Album nazionali        | —                   | 40 000                                | 80 000                                     | 300 000                           | Oro: 100 000, Platino: 250 000, Diamante: 1 000 000 (fino al 2000); Oro: 100 000 (50 000), Platino: 250 000 (100 000), Diamante: 1 000 000 (500 000) (fino al 2003); Oro: 50 000, Platino: 125 000, Diamante: 500 000 (2004-2005); Oro: 50 000 (30 000), Platino: 100 000 (60 000), Diamante: 500 000 (250 000) (2006-2009) | Pro-Música Brasil                                                                                                 |
| Brasile       | Album internazionali   | —                   | 20.000                                | 40.000                                     | 160.000                           | Oro: 100 000, Platino: 250 000, Diamante: 1 000 000 (fino al 2000); Oro: 100 000 (50 000), Platino: 250 000 (100 000), Diamante: 1 000 000 (500 000) (fino al 2003); Oro: 50 000, Platino: 125 000, Diamante: 500 000 (2004-2005); Oro: 50 000 (30 000), Platino: 100 000 (60 000), Diamante: 500 000 (250 000) (2006-2009) | Pro-Música Brasil                                                                                                 |
| Canada        | Canada                 | —                   | 40.000                                | 80.000                                     | 800.000                           | Oro: 75 000, Platino: 150 000, Diamante: 1 500 000 (fino al 31 gennaio 1982); Oro: 50 000, Platino: 100 000, Diamante: 1 000 000 (1º febbraio 1982-31 agosto 2002); Oro: 5 000, Platino: 10 000, Diamante: 100 000 (1º settembre 2002-30 aprile 2008) | Music Canada |
| Corea del Sud | Corea del Sud          | —                   | —                                     | 2 500 000 (download) 1 000 000 (streaming) | 10 000                            | | Korea Music Content Association                                                                                   |
| Danimarca     | Danimarca              | —                   | 45 000                                | 90 000                                     | —                                 | Vendite: Oro: 4 000, Platino: 8 000 (da inizio anni 2000 al 2006); Oro: 15 000, Platino: 30 000 (2007-16 novembre 2014) Streaming: Oro: 50 000, Platino: 100 000 (7 gennaio 2011-29 gennaio 2012); Oro: 450 000, Platino: 900 000 (30 gennaio-29 aprile 2012); Oro: 900 000, Platino: 1 800 000 (30 aprile 2012-20 marzo 2014); Oro: 1 300 000, Platino: 2 600 000 (20 marzo-16 novembre 2014) Vendite + streaming: Oro: 30 000, Platino: 60 000 (17 novembre 2014-31 marzo 2016) | IFPI Danmark |
| Finlandia     | Finlandia              | —                   | 20 000                                | 40 000                                     | —                                 | Oro: 5 000, Platino: 10 000 (1994-2013) | IFPI Finland |
| Francia       | Francia                | —                   | 100 000                               | 200 000                                    | 333                               | Argento: 250 000, Oro: 500 000, Platino: 1 000 000 (fino al 30 ottobre 1988); Argento: 200 000, Oro: 400 000, Platino: 800 000 (31 ottobre 1988-28 febbraio 1991); Argento: 125 000, Oro: 250 000, Platino: 500 000, (1º marzo 1991-1º gennaio 1997); Argento: 125 000, Oro: 250 000, Platino: 500 000, Diamante: 750 000 (2 gennaio 1997-30 aprile 2005); Argento: 100 000, Oro: 200 000, Platino: 300 000, Diamante: 500 000 (1º maggio 2005-30 giugno 2009); Oro: 150 000, Platino: 250 000, Diamante: 400 000 (1º luglio 2009-17 marzo 2013); Oro: 75 000, Platino: 150 000, Diamante: 250 000 (18 marzo 2013-2015); Oro: 66 666, Platino: 133 333, Diamante: 233 333 (2016-26 aprile 2018) | Syndicat national de l'édition phonographique                                                                     |
| Germania      | Germania               | —                   | 300 000                               | 600 000                                    | 1 500 000                         | Oro: 250 000, Platino: 500 000 (fino al 2002); Oro: 150 000, Platino: 300 000 (2003-31 maggio 2014); Oro: 200 000, Platino: 400 000 (1º giugno 2014-31 dicembre 2023); Diamante: 1 000 000 (fino al 31 dicembre 2012) | Bundesverband Musikindustrie                                                                                      |
| Giappone      | Giappone               | 300 000 (streaming) | 100 000 (vendite) 500 000 (streaming) | 250 000 (vendite) 1 000 (streaming)        | 1 000 (vendite) 5 000 (streaming) | Oro: 200 000 (50 000), Platino: 400 000 (100 000), Diamante: 1 000 000 (1 000 000) (fino a giugno 2003) | Recording Industry Association of Japan                                                                           |
| Grecia        | Grecia                 | —                   | 10 000                                | 20 000                                     | —                                 | Oro: 7 500, Platino: 15 000 (fino al 2007); Oro: 3 000, Platino: 6 000 (2008-2019) | IFPI Greece |
| Irlanda       | Irlanda                | —                   | 7 500                                 | 15 000                                     | —                                 | | Irish Recorded Music Association                                                                                  |
| Italia        | Italia                 | —                   | 100 000                               | 200 000                                    | 2 000                             | Argento: 500 000, Oro: 1 000 000, Platino: 10 000 000 (fino al 1974); Oro: 500 000 (1975-autunno 1982); Oro: 300 000, Platino: 600 000 (autunno 1982 - luglio 1985); Oro: 100 000, Platino: 200 000 (29 luglio 1985 - estate 1989); Oro: 100 000, Platino: 250 000 (fine estate 1989 - 30 settembre 1994); Oro: 50 000, Platino: 100 000 (1º ottobre 1994 - giugno 1999); Oro: 25 000, Platino: 50 000 (giugno 1999-dicembre 2004); Oro: 10 000, Platino: 20 000 (2005-2008); Oro: 15 000, Platino: 30 000, Multiplatino: 60 000 (2009-2013); Oro: 15 000, Platino: 30 000, Diamante: 300 000 (1º gennaio 2014-25 gennaio 2015); Oro: 25 000, Platino: 50 000, Diamante: 500 000 (26 gennaio 2015 - dicembre 2019); Oro: 35 000, Platino: 70 000, Diamante: 700 000 (2020-2021) Oro: 50 000, Platino: 100 000, Diamante: 1 000 000 (2022-2024) | Associazione fonografici italiani (fino a febbraio 1995), Federazione Industria Musicale Italiana (da marzo 1995) |
| Messico       | Messico                | —                   | 30 000                                | 60 000                                     | 300 000                           | | Asociación Mexicana de Productores de Fonogramas y Videogramas                                                    |
| Norvegia      | Norvegia               | —                   | 30 000                                | 60 000                                     | —                                 | Oro: 5 000, Platino: 10 000 (da metà anni 2000 al 2014); Oro: 20 000, Platino: 40 000 (dal 2015 al 2017) | IFPI Norge |
| Nuova Zelanda | Nuova Zelanda          | —                   | 15 000                                | 30 000                                     | —                                 | Oro: 7 500, Platino: 15 000 (fino al 17 giugno 2016) | Recorded Music NZ                                                                                                 |
| Paesi Bassi   | Paesi Bassi            | —                   | 40 000                                | 80 000                                     | —                                 | Oro: 100 000, Platino: 150 000 (1978-1983); Oro: 75 000, Platino: 100 000 (1984-1991); Oro: 50 000, Platino: 75 000 (1992-1999); Oro: 40 000, Platino: 60 000 (2000-2007); Oro: 25 000, Platino: 50 000 (2008); Oro: 10 000, Platino: 20 000 (2009-30 giugno 2014); Oro: 15 000, Platino: 30 000 (1º luglio 2014-31 marzo 2016); Oro: 20 000, Platino: 40 000 (1º aprile 2016-2017) | Nederlandse Vereniging van Producenten en Importeurs van beeld- en geluidsdragers                                 |
| Polonia       | Polonia                | —                   | 25 000                                | 50 000                                     | 500 000                           | Oro: 50 000, Platino: 100 000, Diamante: 500 000 (fino a settembre 2001) Oro: 10 000, Platino: 20 000, Diamante: 100 000 (2001-2021) | Związek Producentów Audio-Video                                                                                   |
| Portogallo    | Portogallo             | —                   | 5 000                                 | 10 000                                     | —                                 | Oro: 10 000, Platino: 20 000 (2011-2015) | Associação Fonográfica Portuguesa                                                                                 |
| Regno Unito   | Regno Unito            | 200 000             | 400 000                               | 600 000                                    | —                                 | Argento: 250 000, Oro: 500 000, Platino: 1 000 000 (fino al 1988) | British Phonographic Industry                                                                                     |
| Spagna        | Spagna                 | —                   | 30 000                                | 60 000                                     | —                                 | Oro: 25 000, Platino: 50 000 (fino al 31 ottobre 2005); Oro: 10 000, Platino: 20 000 (1º novembre 2005-31 marzo 2007); Oro: 10 000, Platino: 25 000 (1º aprile 2007-2008) | Productores de Música de España                                                                                   |
| Stati Uniti   | Stati Uniti            | —                   | 500 000                               | 1 000                                      | 10 000                            | | Recording Industry Association of America                                                                         |
| Sudafrica     | Sudafrica              | —                   | 10 000                                | 20 000                                     | –                                 | | Recording Industry of South Africa                                                                                |
| Svezia        | Svezia                 | —                   | 60 000                                | 120 000                                    | —                                 | Oro: 15 000, Platino: 30 000 (fino al 30 giugno 2003); Oro: 10 000, Platino: 20 000 (1º luglio 2003-2009); Oro: 20 000, Platino: 40 000 (2010-2017) | IFPI Sverige |
| Svizzera      | Svizzera               | —                   | 10 000                                | 20 000                                     | –                                 | Oro: 25 000, Platino: 50 000 (fino al 2000); Oro: 20 000, Platino: 40 000 (2001-2005); Oro: 15 000, Platino: 30 000 (2006-2016) | IFPI Schweiz |